# Otopharynx antron
Otopharynx antron är en fiskart som beskrevs av Cleaver, Konings och Stauffer 2009. Otopharynx antron ingår i släktet Otopharynx och familjen Cichlidae. Inga underarter finns listade i Catalogue of Life.